# Tony Wegas

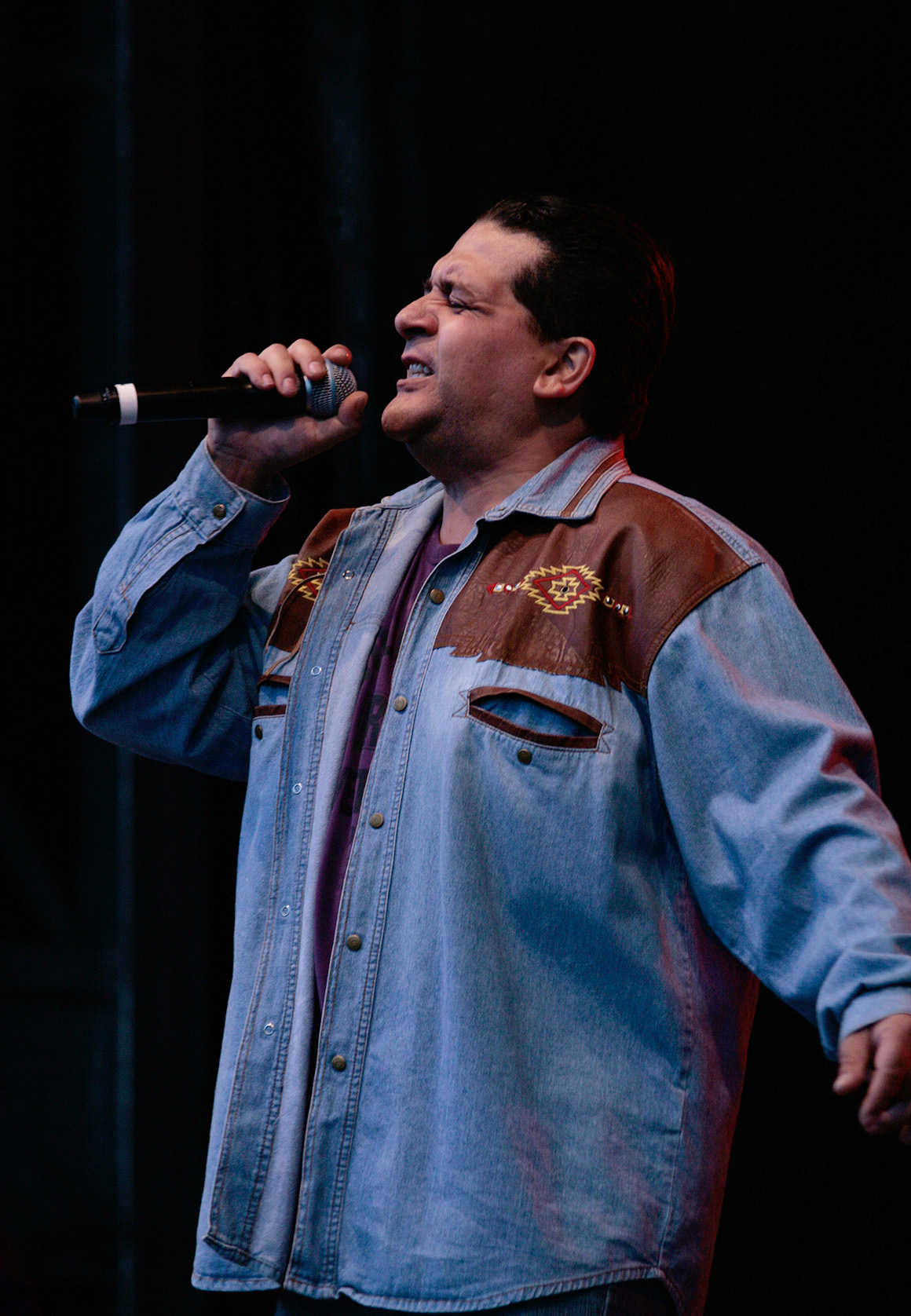
Tony Wegas (Wien 2009)

Tony Wegas (* 3. Mai 1965 in Unterschützen, Burgenland, eigentlich Anton Hans Sarközi, später auch Anton Hiller) ist ein österreichischer Sänger und Musiker.

## Leben
Wegas wurde im burgenländischen Unterschützen in eine „typische Roma-Familie“ geboren, wie er selbst sagt. Motiviert durch seinen Vater, der selbst Musiker war, erlernte er die Instrumente Gitarre, Klavier, Schlagzeug, Bass und Panflöte. Wegas hatte bereits früh musikalische Erfolge, als er mit verschiedenen Showbands durch Europa tourte.
Große Bekanntheit erlangte er durch seine beiden Teilnahmen am Eurovision Song Contest für Österreich. Beim Eurovision Song Contest 1992 in Schweden erreichte er mit dem von Dieter Bohlen komponierten Titel Zusammen geh’n den 10. Platz, beim Eurovision Song Contest 1993 in Irland kam er mit Maria Magdalena auf den 14. Platz (Background vocals von Gary Lux). Das ihm daraufhin anhaftende Image eines Schlagersängers war ihm nicht immer recht, seine musikalischen Wurzeln liegen eher in der Latino-Musik. Der Sänger war außerdem in der österreichischen Sendung Tohuwabohu zu sehen.
In den folgenden Jahren hatte Wegas immer größere Probleme mit Drogen wie Alkohol, Kokain und Heroin. Schließlich kam er im April 1997 für 30 Monate wegen Kokain-Konsum und zwei Handtaschendiebstählen ins Gefängnis. Nach seiner Enthaftung am 1. Oktober 1999 brachte er mit seinem Ex-Therapeuten Andreas Mauerer das autobiografische Buch Nüchtern betrachtet heraus. 2004 hatte er einen Gastauftritt in der Fernsehserie Kommissar Rex (Folge: Das Donaukrokodil).
Tony Wegas war dreimal verheiratet (mit der Schauspielerin Sabine Petzl, mit einer Bankerin und mit einer Wiener Ärztin). Mit letzterer lebte er in Zürich und hat eine Tochter. Wegas lebt heute in Wien.
Im Juni 2007 wurde ein Konkursverfahren eröffnet, welches Oktober desselben Jahres beendet wurde.
Am 12. April 2017 hatte er im ORF-Frühstücksfernsehen Guten Morgen Österreich in Mönichkirchen (Niederösterreich) einen Auftritt. Am 14. November 2019 hatte das Theaterstück Caruso. I Did It My Wegas im Offenen Haus Oberwart Premiere. Wegas ist in der Titelrolle des italienischen Opernsängers Enrico Caruso zu sehen.

## Diskografie
- 1989: On My Way to Your Heart / If She’s Ringing Twice (Single) – als ‚Tony Vegas‘
- 1990: Copa Cagrana / Conga Cagrana (Single) – als ‚Tony Vegas‘
- 1991: Wunder dieser Welt / Cento lune (Single)
- 1992: Zusammen geh’n (Single)
- 1993: Maria Magdalena (Single)
- 1994: Feuerwerk (Album)
- 1995: Vom Winde verweht / Conchita / Che sera (CD-Maxi-Single)
- 1995: …für Dich (Album)
- 1995: Adios Maria / Quando (CD-Maxi-Single)
- 2005: The Very Best of Tony Wegas (Kompilation)